# Eteokles
Eteokles en en figur fra græsk mytologi, der er søn af Ødipus og Iokaste og bror til Polyneikes, Antigone og Ismene.
Efter aftale med sin bror blev Eteokles konge i Theben efter Ødipus. Aftalten gik så på, at Polyneikes skulle overtage tronen efter et år, hvorefter de skulle skiftes til at være konge i et år. Da Polyneikes så ankom efter et år for at blive konge, nægtede Eteokles at give tronen fra sig. Derfor samlede Polyneikes De syv mod Theben og angreb byen. I de efterfølgende kampe dræbte de to brødre hinanden.
Den nye konge, Kreon, gav Eteokles en heltebegravelse, men forbød alle at begrave Polyneikes. Dette er temaet for Sofokles' tragedie Antigone.